# Hesperopilio mainae
Hesperopilio mainae is een hooiwagen uit de superfamilie = Phalangioidea